# Championnat du monde junior de hockey sur glace 2003
Navigation
Édition précédente Édition suivante
Le Championnat du monde junior de hockey sur glace 2003 a eu lieu entre le 26 décembre 2002 et le 5 janvier 2003 à Halifax et à Sydney au Canada.

## Résultats

### Groupe A
|             | PJ | V | D | N | BP | BC | PTS |
| ----------- | -- | - | - | - | -- | -- | --- |
| Russie      | 4  | 4 | 0 | 0 | 21 | 7  | 8   |
| États-Unis  | 4  | 3 | 1 | 0 | 15 | 9  | 6   |
| Slovaquie   | 4  | 2 | 2 | 0 | 15 | 8  | 4   |
| Suisse      | 4  | 1 | 3 | 0 | 10 | 15 | 2   |
| Biélorussie | 4  | 0 | 4 | 0 | 6  | 28 | 0   |

### Groupe B
|           | PJ | V | D | N | BP | BC | PTS |
| --------- | -- | - | - | - | -- | -- | --- |
| Canada    | 4  | 4 | 0 | 0 | 21 | 6  | 8   |
| Finlande  | 4  | 2 | 1 | 1 | 12 | 9  | 5   |
| Tchéquie  | 4  | 2 | 1 | 1 | 8  | 7  | 5   |
| Suède     | 4  | 1 | 3 | 0 | 12 | 16 | 2   |
| Allemagne | 4  | 0 | 4 | 0 | 3  | 18 | 0   |

### Poule de relégation

#### 2 janvier
- Suisse 6-2 Allemagne

#### 3 janvier
- Suède 5-4 Biélorussie

#### 4 janvier
- Suède 3-5 Suisse
- Allemagne 4-0 Biélorussie

L'allemagne et la Biélorussie sont reléguées dans la Division I pour le Championnat du monde junior de hockey sur glace 2004.

### Ronde éliminatoire

#### Quarts-de-finale
2 janvier
- États-Unis 4-3 République tchèque
- Finlande 6-0 Slovaquie

#### Demi-finales
3 janvier
- Russie 4-1 Finlande
- Canada 3-2 États-Unis

#### Match pour la5eplace
4 janvier
- République tchèque 0-2 Slovaquie

#### Match pour la médaille de bronze
5 janvier
- États-Unis 2-3 Finlande

#### Finale
5 janvier
- Canada 2-3 Russie

### Classement
| Rang | Équipe      |
| 1    | Russie      |
| 2    | Canada      |
| 3    | Finlande    |
| 4    | États-Unis  |
| 5    | Slovaquie   |
| 6    | Tchéquie    |
| 7    | Suisse      |
| 8    | Suède       |
| 9    | Allemagne   |
| 10   | Biélorussie |

### Meilleurs pointeurs
| Nom                   | PJ | B | A | PTS | PUN |
| --------------------- | -- | - | - | --- | --- |
| Patrik Bärtschi       | 6  | 6 | 4 | 10  | 0   |
| Igor Grigorenko       | 6  | 6 | 4 | 10  | 4   |
| Iouri Troubatchiov    | 6  | 3 | 7 | 10  | 2   |
| Tuomo Ruutu           | 7  | 2 | 8 | 10  | 6   |
| Carlo Colaiacovo      | 6  | 1 | 9 | 10  | 2   |
| Aleksandr Perejoguine | 6  | 3 | 6 | 9   | 4   |
| Jussi Jokinen         | 7  | 6 | 2 | 8   | 2   |
| Zach Parisé           | 7  | 4 | 4 | 8   | 4   |
| Aleksandr Polouchine  | 6  | 2 | 6 | 8   | 4   |
| Andreï Taratoukhine   | 6  | 2 | 6 | 8   | 4   |

### Meilleurs gardiens de but
(Ayant joué un minimum de 90 minutes)
| Nom               | MIN | BC | MOY  | BL | %ARR |
| ----------------- | --- | -- | ---- | -- | ---- |
| Marc-André Fleury | 267 | 7  | 1,57 | 1  | 92,8 |
| Robert Goepfert   | 338 | 7  | 1,77 | 0  | 93,7 |
| Andreï Medvedev   | 300 | 9  | 1,80 | 1  | 91,7 |
| Peter Sevela      | 218 | 7  | 1,92 | 2  | 93,3 |
| Kari Lehtonen     | 356 | 7  | 2,19 | 2  | 92,3 |

### Médaillés
| Champions du monde Russie | Sergueï Anchakov, Ievgueni Artioukhine, Konstantin Barouline, Dmitri Fakhroutdinov, Denis Grebechkov, Igor Grigorenko, Denis Iejov, Alekseï Kaïgorodov, Kirill Koltsov, Maksim Kondratiev, Konstantin Korneïev, Mikhaïl Lioubouchine, Andreï Medvedev, Aleksandr Ovetchkine, Aleksandr Perejoguine, Dmitri Pestounov, Aleksandr Polouchine, Nikolaï Jerdev, Timofeï Chichkanov, Andreï Taratoukhine, Fiodor Tioutine, Iouri Troubatchiov Entraîneur : Ravil Ichakov |
| Argent Canada             | Brendan Bell, Pierre-Marc Bouchard, Gregory Campbell, Carlo Colaiacovo, Steve Eminger, Marc-André Fleury, Boyd Gordon, Brooks Laich, David LeNeveu, Joffrey Lupul, Jay McClement, Nathan Paetsch, Daniel Paille, Pierre-Alexandre Parenteau, Alexandre Rouleau, Derek Roy, Matt Stajan, Jordin Tootoo, Scottie Upshall, Kyle Wellwood, Ian White, Jeff Woywitka Entraîneur : Marc Habscheid                                                                         |
| Bronze Finlande           | Matti Aho, Sean Bergenheim, Juha Fagerstedt, Valtteri Filppula, Tuomas Immonen, Topi Jaakola, Teemu Jääskeläinen, Janne Jalasvaara, Jussi Jokinen, Henrik Juntunen, Mikko Kalteva, Juho Lehtisalo, Kari Lehtonen, Tomi Mäki, Tuomas Mikkonen, Matti Näätänen, Jesse Niinimäki, Tuomas Nissinen, Joni Pitkänen, Tuomo Ruutu, Tomi Sykkö, Jussi Timonen Entraîneur : Erkka Westerlund                                                                                 |

## Division I
Le championnat de division I s'est joué du 27 décembre 2002 au 2 janvier 2003 à Almaty au Kazakhstan pour le groupe A et du 16 au 22 décembre 2002 à Bled en Slovénie pour le groupe B.

### Groupe A
|            | PJ | G | P | N | BP | BC | PTS |
| ---------- | -- | - | - | - | -- | -- | --- |
| Ukraine    | 5  | 4 | 0 | 1 | 18 | 8  | 9   |
| Japon      | 5  | 4 | 1 | 0 | 24 | 10 | 8   |
| Kazakhstan | 5  | 3 | 1 | 1 | 25 | 12 | 7   |
| France     | 5  | 2 | 3 | 0 | 17 | 13 | 4   |
| Italie     | 5  | 1 | 4 | 0 | 11 | 16 | 2   |
| Croatie    | 5  | 0 | 5 | 0 | 6  | 42 | 0   |

### Groupe B
|          | PJ | G | P | N | BP | BC | PTS |
| -------- | -- | - | - | - | -- | -- | --- |
| Autriche | 5  | 5 | 0 | 0 | 35 | 9  | 10  |
| Slovénie | 5  | 3 | 1 | 1 | 15 | 14 | 7   |
| Norvège  | 5  | 2 | 2 | 1 | 17 | 16 | 5   |
| Lettonie | 5  | 1 | 3 | 1 | 13 | 21 | 3   |
| Danemark | 5  | 1 | 3 | 1 | 18 | 19 | 3   |
| Pologne  | 5  | 1 | 4 | 0 | 12 | 31 | 2   |

L'Autriche et l'Ukraine sont promues en Élite, la Croatie et la Pologne sont reléguées en division II.

## Division II
Le championnat de la Division II s'est joué du 6 au 12 janvier 2003 à Miercurea-Ciuc en Roumanie pour le groupe A et du 28 décembre 2002 au 3 janvier 2003 à Novi Sad en Yougoslavie pour le groupe B.

### Groupe A
|                | PJ | G | P | N | BP | BC | PTS |
| -------------- | -- | - | - | - | -- | -- | --- |
| Estonie        | 5  | 5 | 0 | 0 | 62 | 8  | 10  |
| Royaume-Uni    | 5  | 4 | 1 | 0 | 64 | 7  | 8   |
| Roumanie       | 5  | 3 | 2 | 0 | 34 | 26 | 6   |
| Lituanie       | 5  | 2 | 3 | 0 | 21 | 31 | 4   |
| Afrique du Sud | 5  | 1 | 4 | 0 | 12 | 58 | 2   |
| Bulgarie       | 5  | 0 | 5 | 0 | 5  | 68 | 0   |

### Groupe B
|                | PJ | G | P | N | BP | BC | PTS |
| -------------- | -- | - | - | - | -- | -- | --- |
| Hongrie        | 5  | 5 | 0 | 0 | 47 | 14 | 10  |
| Pays-Bas       | 5  | 4 | 1 | 0 | 34 | 13 | 8   |
| RF Yougoslavie | 5  | 3 | 2 | 0 | 27 | 22 | 6   |
| Espagne        | 5  | 1 | 3 | 1 | 12 | 26 | 3   |
| Islande        | 5  | 1 | 3 | 1 | 19 | 43 | 3   |
| Mexique        | 5  | 0 | 5 | 0 | 4  | 25 | 0   |

La Hongrie et l'Estonie sont promues en division I, la Bulgarie et le Mexique sont relégués en division III.'

## Division III
Le championnat de la Division III s'est joué du 21 au 26 janvier 2003 à Izmit en Turquie.

### Résultats
|              | PJ | G | P | N | BP | BC | PTS |
| ------------ | -- | - | - | - | -- | -- | --- |
| Corée du Sud | 4  | 4 | 0 | 0 | 37 | 5  | 8   |
| Belgique     | 4  | 3 | 1 | 0 | 32 | 10 | 6   |
| Turquie      | 4  | 2 | 2 | 0 | 26 | 16 | 4   |
| Australie    | 4  | 1 | 3 | 0 | 8  | 25 | 2   |
| Luxembourg   | 4  | 0 | 4 | 0 | 1  | 48 | 2   |

La Corée et la Belgique sont promues en division II.

## Source
- (en) Cet article est partiellement ou en totalité issu de l’article de Wikipédia en anglais intitulé « 2003 World Junior Ice Hockey Championships » (voir la liste des auteurs).